# Кобландин, Нагим
Нагим Кобландин, другой вариант фамилии — Кобыландин (7 ноября 1931 год, аул Киндикши — 8 февраля 1997 года) — директор совхоза «Тогузский» Челкарского района Актюбинской области, Казахская ССР. Герой Социалистического Труда (1991). Заслуженный специалист сельского хозяйства Казахской ССР.

## Биография
Родился в 1923 году в крестьянской семье в ауле Киндикши около села Кызылжулдыз. После окончания средней школы обучался в техникуме по специальности «агроном» и «бухгалтер». Позднее получил зоотехническое образование в сельскохозяйственном институте. С 1947 по 1954 года — участковый агроном, старший и главный агроном. С 1954 по 1958 года — агроном по планированию, заместитель главного бухгалтера в Челкаре. В 1958 году избран секретарём парткома в селе Кызыл-Ту и колхоза имени XXX-летия Казахской ССР. Позднее трудился ветеринаром в колхозе «Кызыл-Жулдыз»
В 1964 году окончил курсы по подготовке директоров совхозов и в этом же назначен директором нового совхоза «Тогузский» Челкарского района. Совхоз по занимаемой площади около одного миллиона гектаров был самым крупным сельскохозяйственным производством в Казахской ССР.
Вывел совхоз в передовые сельскохозяйственные хозяйства в Казахской ССР. Совхоз неоднократно побеждал во Всесоюзном социалистическом соревновании, 18 раз удостаивался переходящего Красного Знамени. Указом Президента СССР Михаила Горбачёва от 23 апреля 1991 года «за достижение выдающихся результатов в увеличении продукции животноводства» удостоен звания Героя Социалистического Труда с вручением ордена Ленина и золотой медали «Серп и Молот».
Руководил совхозом в течение тридцати лет до 1994 года.
Скончался в 1997 году. Похоронен на городском кладбище в Шалкаре.
Сочинения
- Прочная основа: [Совхоз «Тогыз» Шалкар. р-на Актюб. обл.]/ Н. Кобландин; [Лит. запись С. Байменшина]. — Алма-Ата: Кайнар, 1986. — 85,[1] с.; 17 см.

Память
Его именем названа одна из улиц в Актобе и центральная улица в Шалкаре.
Награды
- Герой Социалистического Труда
- Орден Ленина
- Орден Октябрьской Революции
- Орден Трудового Красного Знамени — дважды
- Орден «Знак Почёта»